# Juanma Barrero
Juan Manuel Barrero Barrero (Badajoz, 27 de junio de 1980), conocido deportivamente como Juanma, es un exfutbolista español que jugó de portero. 

## Trayectoria

### Como jugador
Juanma llegó a jugar 17 partidos en Primera División con el Atlético de Madrid, en la campaña 2003-04. Procedía del Mérida. Tras salir del Manzanares, acumuló otros 25 partidos en la máxima categoría. Fue en el Numancia 2004-05. Poco después su carrera se torció y acabó jugando en Segunda B, en Mérida, Universidad de Las Palmas, Atlético Ciudad y Alcorcón.
Precisamente, su gran temporada en el cuadro madrileño, con el que ascendió a Segunda División y fue noticia en toda España gracias al 'Alcorconazo', le sirvió para regresar al primer nivel y marcharse a Grecia. El Aris pagó por él al Alcorcón 300.000 euros y firmó allí por dos años.
Los graves problemas económicos que atraviesa el Aris de Salónica han permitido que el meta llegue gratis en 2011 al FC Cartagena, club de la Segunda División española y con el objetivo del ascenso a Primera División. La realidad de la temporada hace que el equipo finalmente luche por no descender a Segunda División B. Juanma alterna la titularidad con el banquillo debido a que se muestra irregular, como el resto de un equipo que a falta de dos jornadas consuma el descenso de la plantilla más cara en las 18 temporadas que el fútbol cartagenero disputó hasta la fecha en Segunda División (15 con el Cartagena FC y 3 con el FC Cartagena).
Para la campaña 2012/2013 y tras el descenso de categoría del conjunto albinegro, todo indicaba que Juanma no continuaría en el club. A pocos días del cierre de mercado veraniego, el club confirma la continuidad del portero para intentar retornar al fútbol profesional.
En el mercado de invierno de 2013 el jugador se marcha del FC Cartagena para firmar en la Sociedad Deportiva Ponferradina y poder militar en una categoría superior.
El jugador se retira en 2015. Juanma reside en la ciudad emeritense y tiene a gala el haber jugado en el Alcorcón que eliminó de la Copa del Rey al Real Madrid. Tras terminar su carrera consigue el título nacional de entrenador.

### Como entrenador
En 2016, se convierte en el preparador de guardametas de la Asociación Deportiva Mérida, equipo que pasará por una casi completa renovación con la llegada de José Miguel Campos. Tras la destitución de este, Juanma pasa ser asistente técnico de Eloy Jiménez.
Durante la temporada 2018/2019 es nombrado entrenador del equipo juvenil del Mérida. 
En enero de 2019 se hace cargo de la dirección deportiva de la UB Conquense de Segunda división B en el Grupo III.
El 28 de febrero de 2020, se hizo cargo del AD Mérida de la Segunda División B, en sustitución de Diego Mérino, destituido debido a la mala racha de resultados. Solo pudo entrenar durante dos partidos debido a la suspensión de la competición por la Pandemia de COVID-19.
El 8 de diciembre de 2020, se incorpora al Albacete Balompié de la Segunda División de España, para ser asistente de Alejandro Menéndez.
El 16 de enero de 2022, regresa al AD Mérida de la Segunda División RFEF con el que consigue el subcampeonato y el ascenso a Primera Federación. En la tercera categoría del fútbol español lograría quedar en octava posición a tan solo un puesto de la clasificación para la Copa del Rey, una vez finalizada la temporada anunciaría que no seguiría como técnico del club tras no haber llegado a un acuerdo para renovar.
El 27 de septiembre de 2023, firma por el Atlético Baleares de la Primera Federación, tras la destitución de "Tato" que dejaba al equipo colista tras cinco jornadas de liga.
El 12 de marzo de 2024, es destituido como entrenador del Atlético Baleares.

## Clubes

### Como jugador
| Club                      | Categoría            | Año       | Partidos | Goles |
| ------------------------- | -------------------- | --------- | -------- | ----- |
| Mérida UD                 | Segunda División B   | 2001-2002 | 29       | -30   |
| Atlético de Madrid        | Primera División     | 2002-2003 | 2        | -3    |
| Atlético de Madrid        | Primera División     | 2003-2004 | 15       | -13   |
| CD Numancia               | Primera División     | 2004-2005 | 27       | -37   |
| CD Numancia               | Segunda División     | 2005/2006 | 8        | -10   |
| Mérida UD                 | Segunda División B   | 2005-2006 | 18       | -23   |
| Universidad de Las Palmas | Segunda División B   | 2006-2007 | 3        | -3    |
| Universidad de Las Palmas | Segunda División B   | 2007-2008 | 19       | -14   |
| Ciudad de Lorquí          | Segunda División B   | 2008-2009 | 7        | -5    |
| AD Alcorcón               | Segunda División B   | 2009-2010 | 44       | -32   |
| Aris Salónica             | Super Liga de Grecia | 2010-2011 | 5        | -4    |
| FC Cartagena              | Segunda División     | 2011-2012 | 18       | -26   |
| FC Cartagena              | Segunda División B   | 2012-2013 | 6        | -7    |
| SD Ponferradina           | Segunda División     | 2012-2013 | 0        | 0     |
| Arroyo CP                 | Segunda División B   | 2013-2014 | 33       | -40   |
| Extremadura UD            | Tercera División     | 2014-2015 | 12       | -4    |

### Como entrenador
| Club                               | País   | Año       |
| ---------------------------------- | ------ | --------- |
| AD Mérida (Entrenador de porteros) | España | 2016-2018 |
| AD Mérida Juvenil (Entrenador)     | España | 2018-2019 |
| UB Conquense (Director deportivo)  | España | 2019      |
| AD Mérida (Entrenador)             | España | 2020      |
| Albacete Balompié (2º Entrenador)  | España | 2020-2021 |
| AD Mérida (Entrenador)             | España | 2022-2023 |
| Atlético Baleares (Entrenador)     | España | 2023-2024 |

## Palmarés

### Campeonatos nacionales
| Título                     | Club                           | País   | Año     |
| -------------------------- | ------------------------------ | ------ | ------- |
| Tercera División de España | Club de Fútbol Atlético Ciudad | España | 2007/08 |